# Gösta Nygren
Gustaf (Gösta) Hjalmar Nygren, född 23 april 1899 i Gävle, död 14 oktober 1953 i Solna, var en svensk djurparksgrundare. Han var bror till Hildur Nygren.

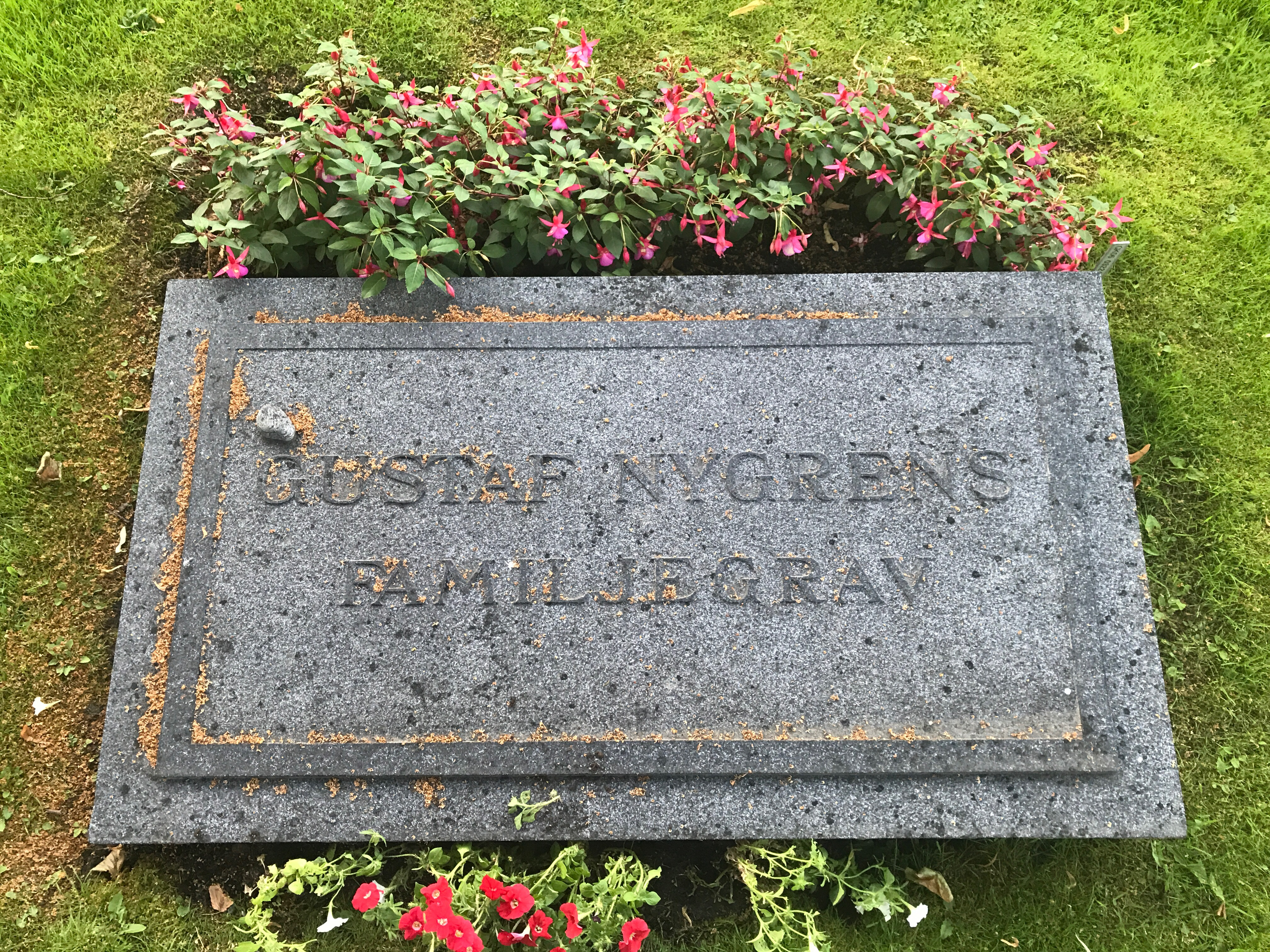
Gravvård Gamla kyrkogården, Gävle

Gösta Nygren var son till järnvägskonduktören Gustaf Andersson Nygren. Han genomgick Gävle borgarskola och blev därefter 1915 bruksbokhållare vid Axmar bruk. 1916 blev Nygren bokhållare vid Korsnäs cellulosafabrik i Bomhus, 1919 tjänsteman vid Sundsvalls enskilda bank, 1920 hadelsresande för firma Andersson & Brundin, 1923 handelsresande för Vict. Th. Engwall & Co och 1927 disponent och försäljningschef där. 1935 köpte Nygren Furuviksparken tillsammans med Sven Engwall och Oscar Zedrén. Disponent och VD blev Gösta Nygren, och han kom även att inneha en post i styrelsen. Efter en omfattande renovering invigdes parken 1936. Under Nygrens ledning utvecklades verksamheten till att omfatta djur- och nautrpark, havsbad, nöjesfält, hotell och restauranger. Nöjesfältet lyckades snabbt bli ett populärt besöksmål. Under andra världskriget mattades besöksantalet men man kunde fortsätta hålla igång verksamheten. Man lyckades även locka kända sångare till parken som Jussi Björling, Edvard Persson och Evert Taube. Nygrens medarbetare Johan Jansson var den som tog initiativet till bildandet av Furuviksbarnen. 1940 lyckades han engagera den franske cirkusdirektören Jean Houcke, som lät uppföra en cirkusbyggnad vid Furuvik. Houcke kom ganska snart att röra på sig med cirkusen blev kvar. Kvar blev också den ungerske akrobaten Bodo West-Rosenberg som snart kom att vara med om att starta cirkusskolan Furuviksbarnen vid Furuvik.
Gösta Nygren var även från 1939 ledamot av styrelsen för Fastighets AB Enghell.